# Étienne Tréfeu
Étienne Victor Tréfeu, né à Saint-Lô le 25 septembre 1821 et mort dans le 9e arrondissement de Paris le 12 juin 1903, est un vaudevilliste et librettiste français. 
Il est connu principalement pour les livrets qu'il écrivit pour Jacques Offenbach, et pour sa fonction d'administrateur du théâtre de la Gaîté à partir de 1873.

## Biographie
Étienne Victor Tréfeu est le fils de Jean Tréfeu, ingénieur architecte de la ville de Saint-Lô, et de Lasténie de Tocqueville. Son fils, Étienne Trefeu (1855-1922), directeur de la marine marchande au ministère de la Marine, épouse la fille de Louis Ratisbonne.

## Œuvres
- 1855 : Le Rêve d'une nuit d'été, saynète en 1 acte de Jacques Offenbach, livret d’Étienne Tréfeu
- 1857 : Croquefer, ou Le Dernier des paladins, opérette bouffe en 1 acte de Jacques Offenbach, livret d’Étienne Tréfeu et de d’Adolphe Jaime fils
- 1859 : Geneviève de Brabant, opéra-bouffe en 2 actes de Jacques Offenbach, livret d’Étienne Tréfeu et de d’Adolphe Jaime fils
- 1863 : Il Signor Fagotto, opéra-comique en 1 acte de Jacques Offenbach, livret de Charles Nuitter et d’Étienne Tréfeu
- 1864 : Le Soldat magicien, opéra-comique en 1 acte de Jacques Offenbach, livret de Charles Nuitter et d’Étienne Tréfeu
- 1864 : Jeanne qui pleure et Jean qui rit, opérette en 1 acte de Jacques Offenbach, livret de Charles Nuitter et d’Étienne Tréfeu
- 1865 : Coscoletto ou le Lazzarone, opéra-comique en 2 actes de Jacques Offenbach, livret de Charles Nuitter et d’Étienne Tréfeu
- 1869 : La Princesse de Trébizonde, opéra-bouffe en 2 puis 3 actes de Jacques Offenbach, livret de Charles Nuitter et d’Étienne Tréfeu
- 1869 : La Romance de la rose, opérette en 1 acte de Jacques Offenbach, livret d’Étienne Tréfeu et de Jules Prével (1869)
- 1872 : Le Nain, opérette-bouffe en un acte, musique d'Émile Ettling, théâtre de la Tertulia, novembre
- 1873 : Le tigre, chinoiserie musicale en 1 acte, musique de Ettling, théâtre de la Tertulia, 5 avril
- 1871 : Boule de neige, opéra-bouffe en 3 actes de Jacques Offenbach, livret de Charles Nuitter et d’Étienne Tréfeu
- 1874 : Whittington, grand-opéra-bouffe-féerie en 3 actes de Jacques Offenbach, livret de Charles Nuitter et d’Étienne Tréfeu adapté en anglais par Henry Brougham Farnie